# Берман, Даниил Иосифович
Даниил Иосифович Берман (род. 11 сентября 1937, Москва) — советский и российский учёный-биолог, главный научный сотрудник Института биологических проблем Севера ДВО РАН, доктор биологических наук (2007), профессор по специальности «Экология» (2009), Заслуженный деятель науки Российской Федерации (2022), лауреат премии Президиума РАН им. В. Н. Сукачева, почётный член Российского энтомологического и Герпетологического обществ, член редакций научных журналов «Природа» и «Современная герпетология». Специалист в области изучения «жизни на вечной мерзлоте», в том числе — экологической физиологии пойкилотермных животных и их адаптивных стратегий в отношении к экстремальным условиям Севера, а также палеоэкологии насекомых криоаридных эпох плейстоцена.

## Биография
Ученик выдающегося организатора юннатского движения в СССР П. П. Смолина.
В 1960 году окончил кафедру биогеографии Географического факультета МГУ, и аспирантуру Новосибирского государственного университета в 1965 году (руководитель член-корреспондент АН СССР А. А. Ляпунов).
В 1966—1970 годах работал учёным секретарём Объединённого учёного совета по биологическим наукам СО АН СССР.
В 1972 году по приглашению члена-корреспондента АН СССР В. Л. Контримавичуса переехал в Магадан для организации лаборатории биоценологии, которой руководил до 2019 года.
Живёт в Магадане.

## Вклад в науку
Показал независимость резистентности к холоду и типов биохимических механизмов от степени таксономической близости и онтогенетической стадии у ряда групп почвообитающих беспозвоночных животных на северо-востоке Азии (совместно с З. А. Жигульской и А. Н. Лейрих).
Выявил феноменальную резистентность и её механизмы ряда амфибий (углозубы сибирский и Шренка, дальневосточная квакша, остромордая лягушка и др.) к экологически крайне низким отрицательным температурам и к аноксии сибирской лягушки — единственного представителя класса, обладающего этой способностью; изучены биохимические ответы на замораживание ряда видов амфибий (совместно с Н. А. Булаховой, А. Н. Лейрих, Е. Н. Мещеряковой, С. В. Шеховцовым, Ю. П. Центаловичем и др.).
Показал, что состав и экология беспозвоночных животных реликтовых холодных степей северо-востока Азии и северо-запада Америки свидетельствует о том, что они — дериват плейстоценовых тундростепей; обмен степными видами животных в плейстоцене между Азией и Америкой отсутствовал.
Ныне структура и пространственное распределение сообществ беспозвоночных на северо-востоке Азии, в первую очередь, определяются качеством дренажа, совокупно зависимым от характера горных пород, положения на рельефе, глубины залегания водоупорного зеркала мерзлоты. Наиболее яркое отражение процесса — суммы положительных температур на глубине 10 см южных ксерофитных склонов более чем на порядок (12-14 крат) выше аналогичных сумм на северных склонах в пределах одних высот. Термика степных склонов соответствует таковой горных степей юга Сибири, северных склонов — близка к термике тундр побережья Ледовитого океана восточного сектора Арктики (совместно с А. В. Алфимовым).

## Награды и премии
- Заслуженный деятель науки Российской Федерации (12 сентября 2022 года) — за заслуги в научной деятельности и многолетнюю добросовестную работу[10]
- Медаль «За содействие Минвостокразвития России» (7 октября 2024 года) — за вклад в развитие науки[11]
- Почётные грамоты от Президиума РАН и Президиума ДВО РАН[12]
- Премия от мэрии города «Человек года» (2016 год) — за достижения и укрепление авторитета Магадана[13][14][15]
- Отличительный знак «За заслуги перед городом Магаданом» (2017 год)[16]
- Премия имени В. Н. Сукачёва Президиума РАН (2022 год) — за выдающиеся научные работы в области экологии[17]